# Ran (film)
För andra betydelser, se Ran (olika betydelser).
Ran (乱, "kaos", "revolt") är en filmatisering av Shakespearedramat Kung Lear regisserad av Akira Kurosawa 1985 som utspelar sig i det medeltida Japan.

## Handling
En krigsherre har beslutat sig för att dra sig tillbaka och att överlämna makten till sina tre söner, Taro, Jiro och Saburo. En av sönerna, Saburo, vänder sig emot faderns plan och anser att den bara kommer leda till splittring, men krigsherren blir rasande på Saburo och förvisar honom ut ur sitt rike. 

## Rollista
| Tatsuya Nakadai  | – Lord Hidetora Ichimonji  |
| Akira Terao      | – Taro Takatora Ichimonji  |
| Jinpachi Nezu    | – Jiro Masatora Ichimonji  |
| Daisuke Ryû      | – Saburo Naotora Ichimonji |
| Mieko Harada     | – Lady Kaede               |
| Yoshiko Miyazaki | – Lady Sue                 |
| Hisashi Igawa    | – Shuri Kurogane           |
| Pîtâ             | – Kyoami                   |
| Masayuki Yui     | – Tango Hirayama           |
| Kazuo Katô       | – Kageyu Ikoma             |
| Norio Matsui     | – Shumenosuke Ogura        |
| Toshiya Ito      | – Mondo Naganuma           |
| Kenji Kodama     | – Samon Shirane            |
| Takashi Watanabe |                            |
| Mansai Nomura    | – Tsurumaru                |

## Utmärkelser
- Oscars (USA)
  - Vann: Bästa kostym (Emi Wada)
  - Nominerad: Bästa scenografi (Yoshirô Muraki och Shinobu Muraki)
  - Nominerad: Bästa regi (Akira Kurosawa)
  - Nominerad: Bästa foto (Takao Saitô, Shôji Ueda och Asakazu Nakai)
- British Academy Film Awards (Storbritannien)
  - Vann: Bästa utländska film
  - Vann: Bästa makeup
  - Nominerad: Bästa scenografi (Yoshirô Muraki och Shinobu Muraki)
  - Nominerad: Bästa kostym (Emi Wada)
  - Nominerad: Bästa produktionsdesign (Yoshirô Muraki och Shinobu Muraki)
  - Nominerad: Bästa anpassade manus (Akira Kurosawa, Hideo Oguni och Masato Ide)
- Césarpriset (Frankrike)
  - Nominerad: Bästa utländska film
  - Nominerad: Bästa poster
- Golden Globes (USA)
  - Nominerad: Bästa utländska film